# Harry Kent
Harry Dale Kent (Upper Hutt, 11 de marzo de 1947-Trentham, 24 de agosto de 2021) fue un deportista neozelandés que compitió en ciclismo en la modalidad de pista. Ganó una medalla de plata en el Campeonato Mundial de Ciclismo en Pista de 1970, en la prueba del kilómetro contrarreloj.

## Medallero internacional
| Campeonato Mundial | Campeonato Mundial      | Campeonato Mundial | Campeonato Mundial    |
| Año                | Lugar                   | Medalla            | Competición           |
| ------------------ | ----------------------- | ------------------ | --------------------- |
| 1970               | Leicester (Reino Unido) | Medalla de plata   | 1 km contrarreloj (A) |